# لیندا لوئیس
لیندا لوئیس (انگلیسی: Linda Lewis; ۲۷ سپتامبر ۱۹۵۰ – ۳ مهٔ ۲۰۲۳) خواننده، ترانه‌پرداز، خواننده-ترانه‌پرداز، گیتارنواز، موزیسین جاز، موسیقی‌دان، و آهنگساز اهل بریتانیا بود. وی بین سال‌های ۱۹۶۸ تا ۲۰۲۳ میلادی فعالیت می‌کرد.